# クーパー・T53
クーパー・T53 (Cooper T53) は、クーパーによって開発されたレーシングカーである。
1960年のF1世界選手権において、この車両に乗ったジャック・ブラバムは自身2回目のワールドチャンピオンタイトルを獲得し、クーパーもコンストラクターズタイトルを獲得した（両タイトルとも前年から連覇）。

## 概要
1958年にF1においてコンストラクター選手権が設けられ、クーパーは1959年に投入したT51でドライバーとコンストラクターの両選手権を獲得した。
T53はT51と同じく「リアミッドシップ」にエンジンを搭載しており、T53が1960年の両選手権を連覇したことで、F1におけるリアミッドシップレイアウト化の流れは勢いを増すことになった。
T53の車体はT51の正常発展形であり、より低重心化が図られていることが特徴となっている。2.5リッター直列4気筒のクライマックス・FPFエンジンは最大243馬力を出力し、新開発された5速ギアボックスを介して後輪を駆動させた。クライマックスエンジンのこの出力は1960年シーズンのライバルであるフェラーリ・246F1に搭載された「ディーノ」エンジンに比べると40馬力ほど劣っていた。

### 1960年シーズンを席巻
1960年はF1においてはクーパーのみがT53を使用し、ジャック・ブラバムとブルース・マクラーレンの2名のレギュラードライバーで、T53は参戦した7戦で5勝をあげた。これはブラバムによる5連勝によるものである。同年の選手権をクーパーは圧倒し、年間で43ポイントを獲得したブラバムがチャンピオンとなり、年間ランキング2位となったマクラーレン（37ポイント）も3位のスターリング・モス（19ポイント。ロータス）以下に対して大差をつけた。

### T53P: 1.5リッター規定・カスタマー仕様
F1のエンジンの2.5リッター規定は1960年限りで終了し、クーパーは1961年から始まる1.5リッター規定に合わせた新型車両として「T55」を開発した。その一方、1960年シーズンを圧倒したT53にはプライベーターからの購入希望が多数寄せられたため、1.5リッター規定に合わせたT53が製作され、販売面でも成功を収めた。それらのカスタマーT53は区別して後に「T53P」と非公式に通称されるようになる。T53はT53Pも含めて16台が製造されたと考えられている。
「T53P」のエンジンは、コヴェントリー・クライマックスが1.5リッター規定に合わせて開発したFPF Mk.IIが搭載された（2.5リッター仕様との主な違いは「#エンジン」を参照）。
エンジンについては、プライベーターのスクーデリア・セントロ・スードはT51に続いてT53にもマセラティエンジンを搭載してエントリーし、1961年にロレンツォ・バンディーニ、1963年にエルネスト・ブランビラがマセラティエンジンを搭載したT53PでF1に参戦した。そのほか、1962年にはマイク・ハリスがアルファロメオエンジンを搭載して参戦した。

### その後のクーパー
2.5リッター規定最終年となった1960年シーズンを席巻したクーパーだったが、F1における栄光はこの年までだった。クーパーのミッドシップ革命によって刺激を受けたことで、1960年代のF1ではチーム・ロータスをはじめとする他のイギリスのコンストラクターが台頭して技術的な進歩が急速に進み、それについていくことができなくなったクーパーは成績が下降していき、1969年末にF1から撤退した。

## 車両の特徴
先代のT51よりも低重心化が図られていることから、T53には「ローライン」（ローライン・クーパー）という異名が付けられた。クライマックス・FPFエンジンはT51より1インチ低く搭載され、ドライバーの着座姿勢も後傾したものになっている。足回りも、クーパーは、（1946年以来）長らくリアサスペンションのダンパーに横置きリーフ・スプリングを使用していたが、それをコイル・スプリングに変更し、低くワイドな車を製作した。
ギアボックスはT51では4速（シトロエン・ERSA）だったが、T53ではクーパー製の5速のギアボックスが搭載された。これはオーウェン・マドックが設計し、イギリスのジャック・ナイト・モータースポーツが製造したものである。
T53はリアエンジンであることから他チームのフロントエンジンの車両よりも車体前部の形状が洗練されており、高速サーキットのシルバーストン、ランス、モンツァで優位性を持ったと言われている。

### エンジン
|                | 2.5リッター仕様              | 1.5リッター仕様              |
| FPF (1960年型) | FPF Mk.II (1961年)           |                              |
| -------------- | ---------------------------- | ---------------------------- |
| 形式           | 直列4気筒                    | 直列4気筒                    |
| 排気量         | 2,497 cc                     | 1,499 cc                     |
| ボアサイズ     | 94 mm x 90 mm (3.70 x 3.54") | 82 mm x 71 mm (3.23 x 2.80") |
| 出力           | 239馬力 (178 kW) @ 6,750 rpm | 151馬力 (113 kW) @ 8,500 rpm |

## F1における成績
(key)（太字はポールポジション、斜体はファステストラップ）
| 年     | チーム                                         | エンジン                  | ドライバー               | 1   | 2   | 3   | 4   | 5   | 6   | 7   | 8   | 9     | 10  | ポイント | 順位 |
| ------ | ---------------------------------------------- | ------------------------- | ------------------------ | --- | --- | --- | --- | --- | --- | --- | --- | ----- | --- | -------- | ---- |
| 1960年 | クーパー・カー・カンパニー                     | クライマックス FPF 2.5 L4 |                          | ARG | MON | 500 | NED | BEL | FRA | GBR | POR | ITA ※ | USA | 48 (58)* | 1st* |
| 1960年 | クーパー・カー・カンパニー                     | クライマックス FPF 2.5 L4 | ジャック・ブラバム       |     | DSQ |     | 1   | 1   | 1   | 1   | 1   |       | 4   | 48 (58)* | 1st* |
| 1960年 | クーパー・カー・カンパニー                     | クライマックス FPF 2.5 L4 | ブルース・マクラーレン   |     | 2   |     | Ret | 2   | 3   | 4   | 2   |       | 3   | 48 (58)* | 1st* |
| 1961年 | ヨーマン・クレジット                           | クライマックス FPF 1.5 L4 |                          | MON | NED | BEL | FRA | GBR | GER | ITA | USA |       |     | 14 (18)* | 4th* |
| 1961年 | ヨーマン・クレジット                           | クライマックス FPF 1.5 L4 | ジョン・サーティース     | 11  | 7   | 5   | Ret | Ret | 5   | Ret | Ret |       |     | 14 (18)* | 4th* |
| 1961年 | ヨーマン・クレジット                           | クライマックス FPF 1.5 L4 | ロイ・サルヴァドーリ     |     |     |     | 8   | 6   | 10  | 6   | Ret |       |     | 14 (18)* | 4th* |
| 1961年 | H&L Motors                                     | クライマックス FPF 1.5 L4 | ジャッキー・ルイス       |     |     | 9   | Ret | Ret | 9   | 4   |     |       |     | 14 (18)* | 4th* |
| 1961年 | ジョン・M・ワイアット三世                      | クライマックス FPF 1.5 L4 | ロジャー・ペンスキー     |     |     |     |     |     |     |     | 8   |       |     | 14 (18)* | 4th* |
| 1961年 | キャスナー・モーターレーシング・ディヴィジョン | クライマックス FPF 1.5 L4 | マステン・グレゴリー     | DNQ | DNS | 10  | 12  | 11  | DNA |     |     |       |     | 14 (18)* | 4th* |
| 1961年 | キャスナー・モーターレーシング・ディヴィジョン | クライマックス FPF 1.5 L4 | イアン・バージェス       |     |     |     |     |     | 12  |     |     |       |     | 14 (18)* | 4th* |
| 1961年 | ハップ・シャープ                               | クライマックス FPF 1.5 L4 | ハップ・シャープ         |     |     |     |     |     |     |     | 10  |       |     | 14 (18)* | 4th* |
| 1961年 | ベルナール・コロンブ                           | クライマックス FPF 1.5 L4 | ベルナール・コロンブ     |     |     |     | Ret |     | NC  |     |     |       |     | 14 (18)* | 4th* |
| 1961年 | モモ                                           | クライマックス FPF 1.5 L4 | ウォルト・ハンセン       |     |     |     |     |     |     |     | Ret |       |     | 14 (18)* | 4th* |
| 1961年 | スクーデリア・セントロ・スード                 | マセラティ 6-1500 1.5 L4  | ロレンツォ・バンディーニ |     |     | Ret |     | 12  | Ret | 8   |     |       |     | 0        | -    |
| 1962年 | クーパー・カー・カンパニー                     | クライマックス FPF 1.5 L4 |                          | NED | MON | BEL | FRA | GBR | GER | ITA | USA | RSA   |     | 29 (37)* | 3rd* |
| 1962年 | クーパー・カー・カンパニー                     | クライマックス FPF 1.5 L4 | ティミー・メイヤー       |     |     |     |     |     |     |     | Ret |       |     | 29 (37)* | 3rd* |
| 1962年 | H&L Motors                                     | クライマックス FPF 1.5 L4 | ジャッキー・ルイス       | 8   |     |     | Ret | 10  | Ret |     |     |       |     | 29 (37)* | 3rd* |
| 1962年 | ハップ・シャープ                               | クライマックス FPF 1.5 L4 | ハップ・シャープ         |     |     |     |     |     |     |     | 11  |       |     | 29 (37)* | 3rd* |
| 1962年 | ベルナール・コロンブ                           | クライマックス FPF 1.5 L4 | ベルナール・コロンブ     |     |     |     |     |     | Ret |     |     |       |     | 29 (37)* | 3rd* |
| 1962年 | マイク・ハリス                                 | アルファ・ロメオ 1.5 L4   | マイク・ハリス           |     |     |     |     |     |     |     |     | Ret   |     | 0        | -    |
| 1963年 | スクーデリア・セントロ・スード                 | マセラティ 6-1500 1.5 L4  |                          | MON | BEL | NED | FRA | GBR | GER | ITA | USA | MEX   | RSA | 0        | -    |
| 1963年 | スクーデリア・セントロ・スード                 | マセラティ 6-1500 1.5 L4  | エルネスト・ブランビラ   |     |     |     |     |     |     | DNQ |     |       |     | 0        | -    |

- * 他の「クーパー・クライマックス」車両によって記録されたポイントも含めた成績。括弧内のポイントは総獲得ポイント。
- ※ 1960年イタリアGPはモンツァ・サーキットのバンクが危険であるとして、クーパーは同じイギリスのロータス、BRMとともにボイコットしたため、T53は参戦していない[2]。

## ホンダが入手した個体
日本の本田技研工業（ホンダ）は、1961年（もしくは1962年）に、1台のクーパー・T53を入手した。この個体はホンダの車両開発を担っている本田技術研究所に送られ、ホンダF1（第1期）が参戦を開始する前の時期に、研究用として役立てられた。

### 概要
このT53は、ホンダのF1参戦の端緒で重要な役割を果たしたことで知られる。
元々、この車両はF1参戦を目的にして入手されたものではないと説明されている（「#入手の時期と経緯」を参照）。ホンダがF1参戦を決定した後、その成り行きでエンジンの実走テストが必要になったことから、このクーパーを改造してテストベッドとする案が最初に考案された。しかし、ホンダが設計した特殊な横置きV12エンジンを搭載するには大きな改造が必要になることから、ホンダは、このT53を参考にして、同社にとって最初のF1車両となる「RA270」を開発した。
RA270の基本構造はこのクーパーを見本としているため、車体に鋼管スペースフレームを採用している点はT53もRA270も共通している。エンジンテスト用のRA270にはこれで充分だったが、クーパーの車体も搭載されているクライマックスエンジンも設計思想が古く、実戦用のRA271の設計の参考にはならなかったと言われている。実際に、RA271はマルチチューブラーフレームを採用している点が顕著に異なる。
このクーパーが果たした役割は、設計のサンプルだけに留まらなかった。この個体は、当時の日本では貴重な（おそらく唯一の）F1車両であり、この車両を使ったテスト走行は東村山のテストコース（通産省・機械試験所の施設）や1962年に完成したばかりの鈴鹿サーキットで頻繁に行われ、当時のホンダF1の監督である中村良夫は、こうした走行は本物のグランプリカーの操舵感覚やスロットルレスポンスを設計陣が実際に経験して学ぶ上で、とても役に立ったと述懐している。
そうして、ホンダは1964年にF1に初参戦を果たした。その後もこのクーパー・クライマックスはホンダが所有し、後にホンダコレクションホールに収められ、今日も現存している。

### 入手の時期と経緯
ホンダがこの車両を入手した時期と、入手した経緯については不明瞭な部分が存在する。

#### 中村良夫の証言とその矛盾
ホンダF1の第1期において監督を務めた中村良夫は、この車両はホンダの二輪レーサーであるボブ・マッキンタイヤが四輪レース参戦に向けた練習用として所有していたもので、マッキンタイヤが事故死した後、マッキンタイヤ未亡人を経済的に援助するために購入したと著作の中で何度か記している。
この際、二輪チームの実質的なマネージャーだったジム・レッドマンと関口久一を介して、マッキンタイヤ未亡人からホンダ側に買い取りの打診が行われたと中村は述べている。
中村はこの車両を購入した時期について「1961年暮れ」としているものの、マッキンタイヤが事故死したのは1962年8月15日なので、中村の証言は入手の時期もしくは経緯について事実との齟齬がある。

#### 他の関係者の証言
- RA270の設計者である馬場利次は、ホンダがクーパーを購入したのは中村と同じく「1961年暮れ」としており、クーパーの車体には改造を施しても横置きのRA270Eエンジンを積むことは困難（可能ではあるものの大改造が必要になる）と判断したことから、「1962年11月」にRA270F（RA270の車体）の開発に着手したと語っている[15]（馬場はクーパーを入手した経緯については語っていない）。
- 参戦初期の開発に携わったエンジニアの丸野冨士也は、ホンダはマッキンタイヤ未亡人から1.5リッターのクーパーを購入し、その時期は「エンジンの設計検討を始めて間もない頃」だったと述べている[W 4]（年については言及していない[注釈 8]）。
- ジョン・フーゲンホルツがホンダの要請により購入して日本に送ったという証言もある[17][18]（「マッキンタイヤ未亡人から購入した」以外の説となる）。

他には、1962年春に購入したという説もあるが、その場合もマッキンタイヤの死去よりは前ということになる。

#### クーパー・カーズの記録
ダグ・ナイが『Cooper Cars』（1983年刊・ISBN 0-85045-488-3）でまとめたクーパー・カーズ社の記録では、1961年12月に「Okura Trading Co.」（大倉商事）を介して、車体番号「F1/19/61」のT53を、1.5リッターのクライマックス・FPFエンジン（エンジンの製造番号は「430/27/1237」）を搭載した状態でホンダに送ったことについての記録があり、その記録には車両の使用目的として「調査とテストのために用いる」旨の記載もあるという。この個体は1961年12月製なので、新車の状態で日本に送られたことになる。
このことを調べた林信次は、中村良夫の言う「マッキンタイヤの死後に入手した」「2.5リッターのT53（キャブレターに不具合を抱えた中古車）」との矛盾を生まない説として、ホンダがT53を2台購入して1台を部品取りのため解体した可能性を指摘している。

### ジャック・ブラバムの関与

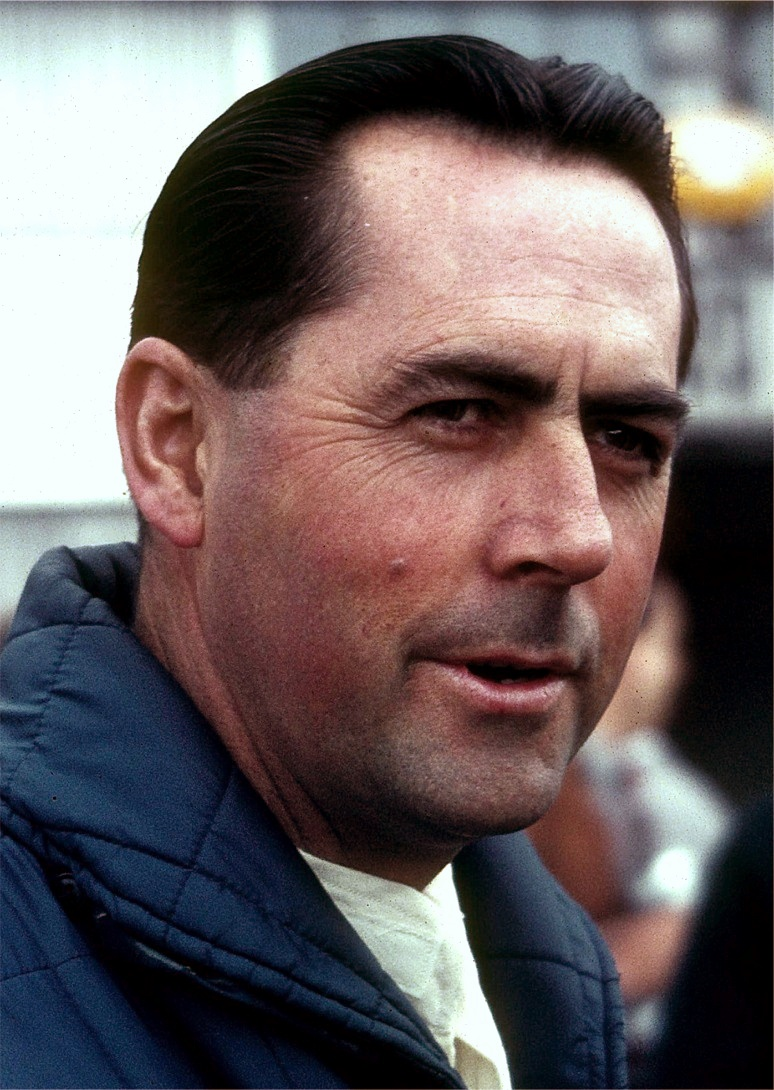
ジャック・ブラバム（1966年）

中村良夫が述べているマッキンタイヤ未亡人から入手したT53について、マッキンタイヤは生前にこの車両のキャブレター（サイドドラフト・ツインチョーク気化器）に不適切な調整を施していた。それに起因して、ホンダが入手した当初、この車両はエンジンの吹き上がりに不具合があり、本田技術研究所は試行錯誤して再調整したが、問題を解消できずにいた。
ホンダがこの車両を入手してからしばらく後、ホンダがこの車両を購入したことを聞きつけたジャック・ブラバムが日本に立ち寄り、本田技術研究所を初めて訪れた。ホンダ側はこれを幸いとしてブラバムに助力を求め、ブラバムは細部まで知り尽くしている車両でもあったことからすぐさまエンジンの不具合を直してしまい、この車両は実走可能な状態へと修復された。これも縁となり、ホンダとブラバムは協力関係を構築していくことになる。

### 仕様
中村良夫は入手した車両が「2.5リッター」（すなわち1960年仕様）だったことを著書で繰り返し述べている。その一方、小林彰太郎による当時の記事、当時のホンダ技術者の一人である丸野冨士也による述懐、実物を所蔵しているホンダコレクションホールによる紹介、など、中村以外の関係者の記述では、この車両は1961年型で「1.5リッター」の車両とされることが常である。
クーパーの収集家や研究者の間では、ホンダコレクションホールに展示されている個体（車体番号: F1-19-61）は1961年12月製（T53P）だとされている。これはクーパーが1961年末にホンダに送ったという上述車両の車体番号と一致する（ただし保存車両のVINプレートの記載は不明）。